# Breakfast on Pluto
Breakfast on Pluto ist ein Spielfilm des irischen Regisseurs Neil Jordan aus dem Jahr 2005. Der Independentfilm basiert auf einem Roman von Patrick McCabe und wurde u. a. von den Filmstudios Pathé Pictures International, Bórd Scannán na hÉireann, Number 9 Films Ltd., Parallel Films sowie der Northern Ireland Film and Television Commission produziert. Die deutsche Erstaufführung fand innerhalb der Internationalen Filmfestspiele Berlin im Februar 2006 statt. Der reguläre deutsche Kinostart war am 25. Mai 2006.

## Handlung
Irland, im Jahr 1958: Nachdem ihn seine Haushälterin verlassen hat, findet Father Bernard, Gemeindepfarrer im Dorf Tyreelin, nahe der nordirischen Grenze, ein ausgesetztes Baby vor seiner Türschwelle. Der Junge wird der alten Pub-Besitzerin Ma Braden übergeben. Zehn Jahre später erwischt sie den jungen Patrick in den Kleidern seiner Stiefschwester und verflucht lautstark den Tag, an dem sie ihn aufgenommen hat. Patrick, der bis zu diesem Zeitpunkt glaubte, Ma Braden sei seine Mutter, wird bald schon von der Frage gequält, wer seine leibliche Mutter ist.
Der Identität seiner Mutter kommt Patrick ein Stück näher, als er mit seinen Freunden Irwin, Laurence (einem Mann mit Down-Syndrom) und der jungen Charlie in ihren Rollenspielen als IRA-Rebellen bzw. Killer-Roboter das Dorf unsicher machen. Laurence’ gutmütiger Vater verrät Patrick drei Fakten über seine Mutter. Demnach soll es sich bei der Frau, die ihn aussetzte, um Eily Bergin handeln, das damals schönste Mädchen in der Stadt. Der Vater von Laurence will Eily, die dem Filmstar Mitzi Gaynor ähnelte, einmal in den Straßen von London wiedergetroffen haben.
Einige Jahre später entdeckt Patrick, der mittlerweile Mascara benutzt, in einem an Ma Braden adressierten Brief einen Scheck von Father Bernard. Entschlossen, das Geheimnis um seine Eltern zu lösen, konfrontiert er Father Bernard im Beichtstuhl mit seinem Wissen und lässt auch den Namen Eily Bergins anklingen. Das Gespräch endet damit, dass der Geistliche den Beichtstuhl verlässt, ohne dass Patrick Neues erfahren konnte. Zum Entsetzen seiner Lehrer trägt der Junge daraufhin einen Aufsatz vor, in dem er detailreich die Geschichte von Father Bernard und dessen unschuldiger Haushälterin erzählt. Sanktionen in der Schule und zu Hause, um den Jungen zu bändigen, lassen Patrick zu einer grelleren Persönlichkeit namens Kitten (dt.: „Kätzchen“) werden.
Patrick wird nun Kitten genannt und zieht den Hass der Dörfler auf sich, als er mit seinen Freunden Charlie, Irwin und Laurence eine Disco besucht. Die Freunde können aber von einer friedlichen Motorradgruppe gerettet werden. Unter dem Einfluss von Dope wird die Nacht zu einer Art kosmischem Selbstfindungstrip für Kitten: Nachdem sie wegen weiterer Vergehen von der Schule verwiesen wurde, verabschiedet sie sich von Ma Braden und verlässt das Dorf.
Sie schließt sich der Band Billy Hatchet And The Mohawks an, die in ihren Auftritte stark geschminkt als Wildwest-Indianern auftreten. Kitten verguckt sich bald in den scheinbar heterosexuellen Bandleader Billy, dessen erster Auftritt als Squaw die Band ein Misserfolg wird. Danach bringt Billy Kitten in einem Wohnwagen an der Küste unter. In dem neuen Heim kocht Kitten für den Bandleader und geht bald in ihrer Rolle als Hausfrau und Geliebte von Billy auf. Zufällig entdeckt sie, dass Billy, der mit der IRA sympathisiert, seinen Wohnwagen den Terroristen als Waffenversteck zur Verfügung stellt. Auch Irwin, der mittlerweile mit Charlie liiert ist, hat sich der IRA angeschlossen. Als eine Autobombe detoniert, kommt Laurence ums Leben.
Nach Laurences Begräbnis kehrt Kitten zu Billys Trailer zurück, den sie einem sorgfältigen „Frühjahrsputz“ unterzieht. Die versteckten Waffen wirft sie zum Ärger der eintreffenden IRA-Mitglieder ins Meer. Kitten gelingt es aber durch ihr Verhalten und die Freundschaft zum IRA-Mitglied Irwin mit Müh und Not, mit dem Leben davonzukommen. Irwin muss sich Rachefeldzug der Gruppe beteiligen, da die tödliche Bombe von einer Gruppe gezündet wurde, die die IRA in Misskredit bringen wollte. Irwin wird Zeuge, wie sich die IRA blutig rächt.
Kitten reist nach London, um nach ihrer mutmaßlichen Mutter Eily Bergin zu fahnden. Die beiden Adressen, auf die sie bei ihren Nachforschungen stößt, führen ins Leere. Sie irrt orientierungslos durch London, findet schließlich einen Schlafplatz in einem Märchenschloss eines Kinderthemenparks. Hier macht Kitten Bekanntschaft mit dem cholerischen Iren John-Joe, der sich als Womble im Park sein Geld verdient. Auch Kitten spielt als Womble mit. Sie macht wegen ihres femininen Äußeren die Bekanntschaft mit einem Prostituiertenmörder, kann ihm aber entkommen. Sie trifft auf den heruntergekommenen Magier Bertie, der sich in Kitten verliebt. Kitten tritt bald als Assistentin in Berties Showprogrammen auf, wo sie sich zersägen und hypnotisieren lässt. Bei einer Hypnose-Show, in der Kitten jeden Gegenstand als ihre Mutter identifiziert, steht Charlie plötzlich im Publikum, schnappt sich Kitten und entreißt sie dem verstörten Magier.
Charlie ist zusammen mit Irwin nach London gekommen. Während Irwin noch immer der IRA sehr nahesteht und mysteriöse Pakete weiterleitet, ist Charlie von ihrem Freund geschwängert worden. Sie plant, das Kind abzutreiben. Gemeinsam mit Kitten sucht sie eine Klinik auf, doch sie entscheidet sich im letzten Moment gegen eine Abtreibung. Als Kitten in einer Disco mit einem Soldaten tanzt, explodiert eine Bombe, und Kitten wird verletzt ins Krankenhaus eingeliefert. Als man dort feststellt, dass sie als Mann geboren wurde, ruft man die Polizei, da man den „Terror-Transvestiten“ verdächtigt, die Bombe gelegt zu haben. Kitten erfindet während des brutalen Verhörs die Existenz einer Terrorzelle. Nach einer Woche lässt die Polizei Kitten laufen, die gar nicht aus ihrer sicheren Zelle weg möchte.
Kitten landet auf dem Strich. Doch der Polizist Wallis, der Kitten verhört hatte, hat Mitleid mit ihr, holt sie von der Straße und verschafft ihr einen Job bei einer Gruppe von Ex-Prostituierten, die eine legale Peepshow betreiben. Hier wird Kitten von ihrer Vergangenheit wieder eingeholt, als Father Bernard vor ihrem Guckfenster steht. Er erklärt, dass er Patrick/Kitten immer geliebt, aber niemals gewusst habe, wie er es ihr sagen sollte. Er führt Kitten zu ihrer immer noch schönen Mutter Eily, die ein langweiliges Leben als Hausfrau fristet. Eily hat noch einen 13-jährigen Sohn, der ebenfalls Patrick heißt, eine Tochter, und sie ist schwanger. Kitten gibt sich als Mitarbeiterin einer Telefongesellschaft aus und bittet um Einlass. Von ihren Emotionen überwältigt, verlässt Kitten nach dem Kennenlernen hastig ihre Mutter und ihren Halbbruder.
In einem Brief von Charlie erfährt sie, dass Irwin ermordet wurde. Die Polizei hat Charlie Dope untergeschoben, um Informationen über Irwins Aktivitäten in der IRA zu erpressen, was die Terroristengruppe blutig rächte. Kitten kehrt nach Irland zurück, wo die schwangere Charlie bereits von Father Bernard aufgenommen wurde. Das seltsame Dreiergespann – ein ergrauter Pfarrer, eine unverheiratete Schwangere und eine Transgender-Frau – zieht den Zorn der Bevölkerung auf sich. Eines Nachts werden die Kirche und das Pfarrhaus durch einen Molotowcocktail in Brand gesteckt. Alles brennt bis auf die Grundmauern ab. Father Bernard schickt Charlie und Kitten nach London, wo sie die Geburt des Kindes abwarten sollen. Er verspricht nachzukommen, sobald das Kind auf der Welt ist.
Während einer Nachuntersuchung von Charlie wartet Kitten mit dem Baby vor dem Krankenhaus, und sie hat dort ihren Halbbruder Patrick, der auf seine Mutter wartet, angesprochen. Charlie und Eily kommen fast gleichzeitig aus dem Gebäude. Kitten bemerkt ihre Mutter und schickt Patrick zu ihr zurück. Die Wege von Eily mit Sohn und Kitten, Charlie und dem Baby trennen sich.

## Entstehungsgeschichte
Breakfast on Pluto basiert auf dem 1998 veröffentlichten, gleichnamigen Roman des irischen Schriftstellers Patrick McCabe. Das Buch wurde von der Kritik gelobt und kam in die engere Wahl für den renommierten Booker Prize. Der Titel basiert auf einem 1970er-Jahre-Song von Don Partridge, einer Ein-Mann-Folkband namens King of the London Buskers. Der Regisseur Neil Jordan nahm sich des Stoffs an, er hatte bereits 1997 McCabes Roman The Butcher Boy erfolgreich verfilmt. Jordan interessierte sich dabei vor allem für die Frage: „Wie überlebt jemand eine aggressive Welt einfach dadurch, dass er er selbst bleibt?“. Jordan hatte das Drehbuch bereits drei bzw. vier Jahre vor Drehbeginn fertiggestellt, trieb das Projekt aber erst voran, als er Parallelen zu seinem eigenen Leben entdeckte. Der Regisseur und Drehbuchautor hatte die 1960er bzw. 1970er Jahre ebenfalls in Dublin und London verbracht und hatte die Londoner Attentate indirekt miterlebt. Dabei ließ er den Stoff in der Tradition der großen irischen Schriftsteller wie Seán O’Casey zwischen Tragödie und Komödie ansiedeln. Wie Jordans Film The Crying Game, für den er 1993 den Preis für das beste adaptierte Drehbuch gewann, handelt auch Breakfast on Pluto von den Themen Transvestitismus und Terrorismus. Trotzdem sieht der Regisseur eher Verbindungen zu The Butcher Boy – Der Schlächterbursche, da sie beide eine verzerrte Kindheit durch die irische Mixtur aus sozialem Druck und Wahnsinn aufzeigen. „‚Pluto‘ ist wirklich eher über eine wunderschöne Seele als über Politik und Gewalt.“, so Jordan.

## Produktion
Die Dreharbeiten begannen ab September 2004. Gedreht wurde in der irischen Grafschaft Kilkenny und in Großbritannien. Der Film ist in 36 verschiedene Kapitel gegliedert.

## Rezeption
Die Tragikomödie feierte ihre Premiere am 3. September 2005 auf dem US-amerikanischen Telluride Film Festival. Nachdem der Film u. a. auf dem Toronto International Film Festival (10. September), dem New York Film Festival (1. Oktober) und dem Paris Gay and Lesbian Film Festival (23. Oktober) gezeigt wurde, startete Breakfast on Pluto offiziell am 16. Oktober 2005 in drei US-Kinos. Der Film spielte am Eröffnungswochenende 33.279 US-Dollar ein und konnte bis zum 18. Dezember 2005 einen Brutto-Gewinn von nur 171.967 US-Dollar erzielen. Die fünfzehnte Regiearbeit von Regisseur Neil Jordan wurde von den Kritikern vor allem wegen seiner Erzählstruktur und der Schauspielleistung von Hauptdarsteller Cillian Murphy gelobt, die als eine der besten des Kinojahres 2005 bewertet wurde.

## Kritiken
- „Bezaubernd und hoffnungsvoll.“ (Chicago Sun-Times)
- „Die Schauspielleistung von Cillian Murphy … ist grandios.“ (Globe and Mail)
- „Murphys Tour de Force als ewig optimistischer Patrick verdient sicherlich eine Oscar-Nominierung. Dank Jordans bravourösen Geschichtenerzählen ist ‚Breakfast on Pluto‘ einer der wenigen Filme dieses Jahr, die es wirklich wert sind, sich ihrer zu erinnern.“ (New York Post)
- „Murphy ist ein Schauspieler, auf den man aufpassen muss. Sogar in Heels.“ (Rolling Stone)
- „… ambitioniert und unendlich fesselnd.“ (San Francisco Chronicle)
- „Ein schlaues, handgemachtes Märchen …“ (Toronto Star)

## Auszeichnungen
Bei der am 16. Januar 2006 stattfinden Verleihung der Golden Globe Awards wurde Cillian Murphy als bester Hauptdarsteller in einer Filmkomödie bzw. Musical nominiert. Bei der Gegenveranstaltung zu den Golden Globes, den Satellite Awards, wurde Murphy in der gleichen Kategorie nominiert, musste sich aber dem US-amerikanischen Schauspieler Terrence Howard (Hustle & Flow) geschlagen geben.

### Europäischer Filmpreis 2006
- nominiert in den Kategorien
  - Bester Film
  - Bester Darsteller (Cillian Murphy)

### Golden Globe Awards 2006
- nominiert in der Kategorie Bester Hauptdarsteller – Komödie/Musical (Cillian Murphy)

### Weitere
Ljubljana International Film Festival 2006
- Publikumspreis

Satellite Awards 2005
- nominiert in der Kategorie Bester Hauptdarsteller – Komödie/Musical (Cillian Murphy)